# Presupposti processuali
Nell'Ordinamento giuridico italiano un processo viene instaurato con la proposizione di una domanda, a norma dell'art. 24 Cost. alla domanda consegue necessariamente il diritto dell'attore ad una tutela giurisdizionale, ovvero ad una risposta.
Tale risposta però entrerà nel merito solo se sussistono determinate condizioni di decidibilità della domanda ovvero i Presupposti processuali.
La categoria dei presupposti processuali nasce a metà del XIX secolo ad opera di Oskar Bülow che li individuò come elementi costitutivi del rapporto processuale da tenere distinti rispetto agli elementi costitutivi del rapporto giuridico sostanziale oggetto del giudizio.
I presupposti processuali sono:
- positivi: condizioni che devono esistere perché il giudice possa decidere nel merito la causa
  - giurisdizione
  - competenza
  - capacità delle parti
  - legittimazione ad agire
  - interesse ad agire
  - rappresentanza tecnica
  - integrità del contraddittorio
- negativi: condizioni che non devono sussistere affinché il giudice possa decidere nel merito la causa
  - litispendenza
  - patto compromissorio rituale
  - precedente giudicato

La mancanza o la sussistenza di un presupposto processuale può essere fatta valere nel processo solo se viene rilevata dai soggetti legittimati la relativa eccezione nei tempi previsti dalla legge.
La norma generale prevede che i presupposti processuali possano essere rilevati anche d'ufficio in ogni stato e grado del processo, tuttavia nella maggior parte dei casi la legge prevede dei modi e tempi diversi. 
Inoltre vige il principio generale per cui il vizio non è rilevabile da chi vi ha dato causa, per cui è comunque esclusa la rilevabilità da parte dell'attore.
A seconda della natura del presupposto, il legislatore ha anche previsto la sanatoria di determinati vizi di procedibilità.
La sentenza con la quale si decide la questione processuale è una sentenza di rito la quale non ha nel nostro ordinamento rilevanza esterna al processo.
Il presupposto processuale è un requisito che deve esistere "prima" della domanda di tutela giurisdizionale e proprio per questo motivo che il presupposto si distingue nettamente dalle condizioni dell'azione che sono invece requisiti intrinseci alla domanda.
I presupposti processuali si possono distinguere in "Presupposti per l'esistenza del processo" e "Presupposti di validità e procedibilità". 
I "presupposti per l'esistenza del processo" sono quei requisiti che devono sussistere perché possa venire in essere un processo anche se, per ipotesi, destinato ad arrestarsi subito. Il requisito che deve sussistere perché venga in essere un processo è uno solo, ovvero che la domanda sia rivolta ad un giudice ovvero di un soggetto che abbia potere giurisdizionale.
I "presupposti per la validità e procedibilità" sono requisiti che devono esistere prima della proposizione della domanda perché il processo possa anziché arrestarsi subito procedere fino ad una decisione sul merito. Questi presupposti sono 
-la competenza del giudice;
-la capacità o la rappresentanza processuale (legittimazione processuale)
Vi sono altri requisiti che sono necessari perché la domanda anziché arrestarsi subito giunga ad una decisione nel merito ma non possono essere definiti come presupposto processuale, bensì come condizioni dell'azione, tali sono:
-Possibilità giuridica
-Interesse ad agire
-Legittimazione ad agire (diritto affermato nella domanda appartiene a colui che la propone).  
| Controllo di autorità | Thesaurus BNCF 7902 |